# Biskop Tuve
Tuve, (død 26. februar 1230) var biskop i Ribe 1214 – 1230. Han var ven af Ribebispen
Omer og kannik ved Ribe Domkirke. Ved Omers
efterfølger Olufs Død i 1214 blev han, der da var ærkedegn, valgt til biskop af
kannikerne. Det var første gang, de valgte en af deres
egne, og første gang at de overhovedet havde frit valg.
Udfaldet var ikke efter Valdemar Sejr’s Ønske; men han vægrede sig
ikke ved at godkende Tuve og brugte snart hans tjeneste i vigtige anliggender. Tuve viste sin taknemmelighed mod kapitlet ved
at oprette 2 nye kanonikater, i det han lagde Møgeltønder og
Ballum Kirker samt en del jordegods der omkring, til kapitlet; senere
føjede han Sankt Johannes Kirke i Ribe til. Ligeledes rettede han
sig efter kannikernes ønske om ikke at være regelbundne; han
tillod dem at flytte ud af «Klosteret» og bo i egne huse imod at
holde vikar ved domkirken og give afkald på del i
fællesgodset. Dermed var en langvarig strid mellem Ribebisperne og
deres kapitel tilendebragt. At Tuve var nidkær for de
kirkelige ideer, ses af hans store iver for præsternes cølibat; han
støttedes heri af Anders Sunesen og den pavelige legat
Gregorius de Crescentia (Kirkemødet i Slesvig 1222).
Tuve drog dernæst til Estland for at overtage Anders Sunesens gerning som leder
af missionen og den danske nybygd; Det blev en hård
vinter, han tilbragte i Reval: Øselboerne havde nylig rystet det
danske herredømme af sig, og nu rejste de esterne på fastlandet mod
danskerne og tyskerne, og Reval var hårdt trængt, indtil de
belejrede endelig frigjorde sig ved et heldigt udfald. I 1223 vendte
Tuve tilbage til Danmark.
Da han blev fanget i Slaget ved Bornhøved i 1227, måtte Ribe Domkapitel løskøbe ham med 700 Mark
sølv, og kirken var længe derefter forarmet. Til gengæld var
Tue efter evne gavmild mod sin bispekirke. I 1228 grundlagde han
et Dominikanerkloster i Ribe, det andet i Danmark; I det hele
sluttede han op om Anders Sunesens gerning, og var en af
den tids betydeligste bisper.

## Eksterne kilder
- Efter Hans Olriks tekst i Dansk Biografisk Leksikon udgivet af C. F. Bricka 1887 – 1905.